# Morgan le Fay
Morgan le Fay (även Morgaine och Morgana) var i den brittiska, keltiska mytologin en trollkunnig kvinna eller fe, drottning i Avalon och (halv)syster till kung Artur. Ibland framställs hon som moder till Mordred.
I en del versioner, till exempel Thomas Malorys Le Morte d'Arthur, gifte hon sig även med kung Uriens av Rheged och blev mor eller styvmor till Owein.
Under en episod när kung Arthur, kung Uriens och sir Accolon var ute på en liten resa iscensatte Morgan le Fay ett förräderi, under vilket hon stal Arthurs svärd Excalibur och bytte ut det mot en klen kopia, gav svärdet till Accolon och fick honom att anfalla Arthur med det. Arthur lyckades ta tillbaka Excalibur under striden och dödade Accolon, men blev själv allvarligt sårad. Då stal Morgan Excaliburs förtrollade skida och kastade den i vattnet.
Le Fay framställs ofta som en elak och intrigant kvinna. Som drottning i sitt mystiska rike var det emellertid hon som tog emot stupade hjältar. Jämför valkyrior. I romanen Avalons dimmor av Marion Zimmer Bradley är Morgaine huvudperson. Där förklaras motiven bakom hennes handlingar, vilket får henne att framstå som mycket mer sympatisk.